# Игнатова, Анна Алексеевна
А́нна Алексе́евна Игна́това (28 февраля 1907—9 июня 1979) — звеньевая полеводческой бригады семеноводческого совхоза «Хомутовский» Министерства совхозов СССР, Хомутовский район Орловской области, Герой Социалистического Труда.

## Биография
Родилась в деревне Лутовиново Судбищенской волости Новосильского уезда (ныне территория Орловской области) в крестьянской семье. Русская.
В 1914 году поступила в первый класс местной школы, которую окончить не получилось — надо было трудиться для поддержания семьи, помогая родителям по хозяйству. В 1917 году семья в поисках лучшей жизни отправилась в Донбасс, где родители Анны устроились работать на шахту «Русское общество». Здесь же в 14-летнем возрасте работать начала и Анна. Однако наступивший голод заставил семью вернуться в родные края.
На родине Анна Игнатова устроилась работать на Шатиловскую опытную станцию. В 1924 году перешла в совхоз «Паньковский», а выйдя замуж — переехала в совхоз «Хомутовский», где трудилась сначала рабочей хозяйства, а затем звеньевой. Трудилась в годы Великой Отечественной войны, восстанавливала хозяйство после окончания войны. Возглавляемое ею звено, специализировавшееся на выращивании зерновых, в 1947 году получило ржи «Лисицына» по 32,2 центнера с гектара на площади 20 га. За столь высокие производственные показатели 27 марта 1948 года Указом Президиума Верховного Совета СССР Игнатовой Анне Алексеевне было присвоено звание Героя Социалистического Труда с вручением ордена Ленина и Золотой Звезды «Серп и Молот».
Выйдя на заслуженный отдых, жила в посёлке Михайловка Новодеревеньковского района Орловской области. Дата и место её смерти неизвестны.

## Награды
- Медаль «Серп и Молот» (27.3.1948)
- Орден Ленина (27.3.1948)
- Медали